# Leon Światopełk-Mirski
Leon Światopełk-Mirski ps. „Tomasz Łucznik” (ur. 8 października?/21 października 1909 w Kazaniu, zm. 6 sierpnia 1944 w Warszawie) – oficer artylerii Wojska Polskiego, uczestnik obrony Warszawy, komendant Rejonu 3 (pl. Unii Lubelskiej ul. Bagatela) Obwodu Mokotów AK. Zamordowany w trakcie powstania warszawskiego. 

## Życiorys
Syn  Witolda Juliana, podpułkownika artylerii, i Józefy. Jego ojciec także zaangażowany w działalność konspiracyjną i zesłany do Karagandy, skąd wrócił w 1956.
W 1928 ukończył gimnazjum w Kaliszu. Po ukończeniu gimnazjum od września 1930 do lipca 1931 odbył służbę wojskową na V kursie w II dywizjonie 4 baterii szkolnej Szkoły Podchorążych Rezerwy Artylerii we Włodzimierzu Wołyńskim. Praktyki odbywał w 1 pułku artylerii lekkiej Legionów w Wilnie. W stopniu plutonowego podchorążego rezerwy artylerii przeniesiony do rezerwy. 
Od października 1931 do sierpnia 1933 uczył się w Szkole Podchorążych Artylerii w Toruniu. 5 sierpnia 1933 Prezydent RP Ignacy Mościcki mianował go podporucznikiem ze starszeństwem z 15 sierpnia 1933 i 100. lokatą w korpusie oficerów artylerii, a minister spraw wojskowych wcielił do 3 pułku artylerii ciężkiej w Wilnie na stanowisko młodszego oficera baterii. Na stopień porucznika został mianowany ze starszeństwem z 19 marca 1937 i 48. lokatą w korpusie oficerów artylerii. W marcu 1939 pełnił służbę w 1 pułku artylerii przeciwlotniczej w Warszawie na stanowisku dowódcy plutonu w 5. baterii II dywizjonu. 
W wojnie obronnej 1939 wziął udział jako dowódca 2. baterii 101 dywizjonu artylerii przeciwlotniczej. Brał udział w obronie Warszawy. W konspiracji od 1939. Pod nazwiskiem „Stanisław Ciechanowski” zamieszkały Warszawa al. Niepodległości 30, dowodził Rejonem 3 Obwodu Mokotów ZWZ-AK. 
W powstaniu warszawskim dowodził oddziałem AK na terenie Mokotowa. Zginął 6 sierpnia 1944 zamordowany przez Niemców wraz z żoną, cywilami i częścią swoich oficerów w podwórzu domu przy ul. Skolimowskiej 5. 
Na liście powstańczych biogramów Muzeum Powstania Warszawskiego występuje w stopniu majora artylerii.